# Gustavo Bassani
Gustavo Bassani (Buenos Aires; 30 de gener de 1983) és un actor argentí. Va adquirir reconeixement pel seu paper com l'agent d'intel·ligència José Péres en la sèrie de suspens dramàtic Iosi, el espía arrepentido (2022) de Prime Video.

## Biografia
Gustavo Bassani va néixer el 30 de gener de 1983 a la Ciutat de Buenos Aires, però va créixer i va viure en la localitat de Tristán Suárez, on va assistir a l'escola primària i secundària. Als 18 anys, es va anar a estudiar Ciències Polítiques en la Universitat Nacional de Buenos Aires, però als tres anys va abandonar per falta de motivació. Després, va treballar en una empresa majorista de turisme, va exercir com a cadet i venedor, fins que va començar a estudiar actuació quan la seva mare ho va anotar en unes classes dictades pel director Santiago Doria en el teatre Larreta. A partir de llavors, Bassani va renunciar al seu treball i es va enfocar en la seva carrera com a actor, sent el seu primer treballo una publicitat per a la marca de desodorants Axe.

## Carrera professional
Bassani va iniciar el seu camí com a actor professional en una obra infantil titulada Historia de piratas estrenada a la Sala 420 de San Telmo. Des de llavors, va desenvolupar una àmplia trajectòria en el circuit teatral independent i en el teatre en off. Les seves primeres aparicions en televisió es van donar mitjançant participacions petites en les telenovel·les Sos mi vida (2006), Señales del fin del mundo (2013-2014) i Argentina, tierra de amor y venganza (2019).
Al començament del 2020, va aparèixer en la telenovel·la Separadas en el paper d'Agustín, un amic de Nicolás Alonso, personatge interpretat per Victorio D'Alessandro. Aquest mateix any, al novembre, Bassani va quedar seleccionat per a protagonitzar la sèrie de suspens dramàtic Iosi, el espía arrepentido per a interpretar el paper de l'agent secret José Pérez. La sèrie va ser estrenada el 29 d'abril de 2022 en Prime Video i va resultar ser el paper revelació per a Bassani, en tant va llançar la seva carrera al reconeixement i va rebre elogis per la seva actuació, per la qual cosa va ser nominat a un premi Produ, a dos premis Cóndor de Plata, del qual va resultar ser guanyador en la categoria millor actor protagonista en drama i va rebre una candidatura als premis Emmy Internacional.
En 2023, Gustavo es va unir a l'elenc principal de la pel·lícula de suspens Sin salida dirigida per WHO. Poc després, Bassani va ser anunciat com un dels protagonistes de la pel·lícula Trans Miztvh dirigida per Daniel Burman. Al gener de 2024, es va informar que formaria part de la pel·lícula dramàtica Papeles dirigida per Arturo Montenegro.

## Vida personal
Des del 2014, Bassani manté una relació amb la ballarina de tango Johana Copis, amb qui va treballar en l'obra teatral El conventillo de la Paloma (2013).

## Filmografia

### Cinema
| Any  | Títol        | Paper        | Notes         |
| ---- | ------------ | ------------ | ------------- |
| 2024 | Sin salida   | Desconegut   | Posproducción |
| 2024 | Trans Miztvh |              | Posproducción |
| 2024 | Papeles      | Eric Velasco | Posproducción |

### Televisió
| Any          | Títol                                | Paper             | Notes     |
| ------------ | ------------------------------------ | ----------------- | --------- |
| 2006         | Sos mi vida                          |                   |           |
| 2013-2014    | Señales del fin del mundo            |                   |           |
| 2019         | Argentina, tierra de amor y venganza | Policia           |           |
| 2020         | Separadas                            | Agustín           |           |
| 2021         | Entre hombres                        | Requejo           | Episodi 3 |
| 2021         | Pasaporte a la libertad              | Soldat nazi       | Episodi 8 |
| 2022-present | Iosi, el espía arrepentido           | José Pérez / Iosi |           |

## Teatre
| Any       | Títol                             | Paper                | Lloc                              |
| --------- | --------------------------------- | -------------------- | --------------------------------- |
| 2010-2013 | Historia de piratas               |                      | Sala 420                          |
| 2010      | Requetejuega                      |                      | Teatro Roma                       |
| 2012      | La soledad                        |                      | Teatro El Piccolino               |
| 2012      | Nuestros actos                    |                      | Auditorio Losada                  |
| 2013      | El conventillo de la Paloma       |                      | Teatro Nacional Cervantes         |
| 2014      | Expediente 1983                   | Claudio              | Teatro Picadero                   |
| 2015-2016 | Compañero del alma                |                      | Centro Cultural de la Cooperación |
| 2015      | Los disfrazados                   |                      | Teatro Nacional Cervantes         |
| 2017-2018 | Edipo rey                         | Corifeo              | Centro Cultural de la Cooperación |
| 2017      | La fierecilla domada              | Lucencio             | Teatro El Tinglado                |
| 2017      | Actualizados                      |                      | Microteatro                       |
| 2019      | Y ahí viene el beso               |                      | Microteatro                       |
| 2019      | Prohibido suicidarse en primavera | Juan                 | Amia Cultura                      |
| 2019      | Mucho ruido y pocas nueces        | Missatger / Borachio | Teatro La Comedia                 |
| 2020      | Los amantes de la pizza           |                      | Microteatre                       |

## Premis i nominacions
| Any  | Organització              | Categoria                                 | Treball                    | Resultat  | Ref(s)        |
| ---- | ------------------------- | ----------------------------------------- | -------------------------- | --------- | ------------- |
| 2022 | Produ Awards              | Millor actor principal en sèrie dramàtica | Iosi, el espía arrepentido | Nominat   | [ 11 ]        |
| 2022 | Premis Cóndor de Plata    | Millor actor protagonista en drama        | Iosi, el espía arrepentido | Guanyador | [ 12 ] [ 13 ] |
| 2022 | Premis Cóndor de Plata    | Revelació masculina                       | Iosi, el espía arrepentido | Nominat   | [ 12 ] [ 13 ] |
| 2023 | Premis Emmy Internacional | Millor actor                              | Iosi, el espía arrepentido | Nominat   | [ 14 ]        |
| 2024 | Premis Platino            | Millor actor en minisèrie o teleserie     | Iosi, el espía arrepentido | Nominat   | [ 15 ]        |